# Iuri Baixmet
Iuri Abràmovitx Baixmet, en rus: Юрий Абрамович Башмет (Rostov del Don (óblast de Rostov), 24 de gener del 1953), és un director d'orquestra, violinista i violista rus.

## Biografia
Iuri Baixmet va néixer a la família d'Abram Boríssovitx Baixmet i Maia Zinoviova Baixmet (de soltera Krichever). La seva àvia paterna, Tsília Iefímovna, va estudiar cant al conservatori durant dos anys en la seva joventut. La seva àvia materna, Dària Aixéntievna, interpretava cançons natives hutsul.
El 1971 es va graduar a l'escola secundària especial de música de Lviv. Des de 1971 fins a 1976, va estudiar al Conservatori de Moscou. El seu primer professor de viola va ser el professor Vadim Borisovsky; després de la mort del qual el 1972 va ser succeït pel professor Fiódor Drujinin. Drujinin també va ser el tutor de Iuri Baixmet durant el període de prova i per als seus estudis de postgrau al Conservatori de Moscou (1976–78).
El 1972, Baixmet va comprar una viola de 1758 feta pel luthier milanès Paolo Testore, que utilitza per a les seves actuacions fins ara. Des de finals dels anys setanta fins a principis dels vuitanta, Baixmet va desenvolupar la seva carrera com a intèrpret en solitari. Va començar la seva activitat concertística activa l'any 1976, amb una gira per Alemanya amb l'Orquestra de Cambra de Moscou fundada per Rudolf Barxai. Ha actuat a les principals sales de concerts del món: a Europa, EUA, Canadà, Llatinoamèrica, Austràlia, Nova Zelanda i Japó. Va ser el primer violista que va fer un recital en solitari a sales com el Concertgebouw d'Amsterdam, el Barbican de Londres, la Filharmònica de Berlín, la Scala de Milà, la Sala Gran del Conservatori de Moscou i la Sala Gran de la Filharmònica de Leningrad.
Iuri Baixmet ha actuat amb molts directors destacats, com ara Rafael Kubelík, Mstislav Rostropovich, Seiji Ozawa, Valery Gergiev, Guennadi Rojdéstvenski, Colin Davis, John Eliot Gardiner, Yehudi Menuhin, Charles Dutoit, Neville Marriner, Paul Sacher, Michael Tilson Thomas, Kurt Masur, Bernard Haitink, Kent Nagano, Simon Rattle, Iuri Temirkànov i Nikolaus Harnoncourt.
Va començar la seva activitat de direcció l'any 1985, d'acord amb la seva reputació d'artista contemporani atrevit sense por d'assumir riscos.
El 1992, Baixmet va reconstituir l'orquestra amb alguns dels joves músics més talentosos de Rússia, graduats i estudiants de postgrau del Conservatori de Moscou. Aquesta orquestra actua a la Sala Gran del Conservatori de Moscou i ha realitzat nombroses gires a l'estranger. Les seves actuacions han estat gravades per a la seva emissió per grans companyies de ràdio, com ara la BBC, Bayerischer Rundfunk, Radio France i Radio Luxembourg. L'orquestra ha gravat diversos CD, entre aquests un enregistrament del Triple Concert d'Alfred Schnittke (EMI Records), solistes: Gidon Kremer, Iuri Baixmet i Mstislav Rostropovich. Un altre CD, del Thirteenth String Quartet de Xostakovitx i el quintet de Johannes Brahms (Sony Classics), va ser aclamat com a "Millor àlbum de 1998" per la revista "The Strad", i va ser nominat a un premi Grammy.
Com a solista i director, Baixmet ha actuat amb les principals orquestres simfòniques: Royal Liverpool Philharmonic Orchestra. Filharmònica de Berlín, Simfònica de Berlín, Filharmònica de Nova York, Вауrische Rundfunk, Simfònica de San Francisco, Simfònica de Chicago, Simfònica de Boston, Filharmònica de Viena, Orquestra Filharmònica de la Ràdio Francesa, Orquestra de París, etc. El repertori d'aquestes orquestres ha inclòs les obres simfòniques de Brahms, Haydn, Schubert, Mozart, Txaikovski i Beethoven. Un concert especialment destacat al Teatre Bolxoi de Moscou va incloure la Simfonia núm. 13 de Xostakóvitx.
Baixmet ha realitzat recitals, així com les seves actuacions conjuntes amb músics destacats com Mstislav Rostropovich, Gidon Kremer, Sviatoslav Richter, Isaac Stern, Anne-Sophie Mutter, Martha Argerich, Ievgueni Kissin, Mischa Maisky, M. Portal, Shlomo Mintz, Oleg Kagan, Roberto Carnevale, Víktor Tretiakov i Maria João Pires.
Destaquen especialment les actuacions de Baixmet en col·laboració amb Sviatoslav Richter, dos intèrprets de generacions diferents però amb visions artístiques comunes. Van actuar junts al festival "December Evenings" al museu Pushkin de Moscou, així com en gires mundials. Una altra de les llargues amistats artístiques de Baixmet, personals i interpretatives, és amb Mstislav Rostropovich.
Nombrosos compositors moderns han compost obres especialment per a Iuri Baixmet o dedicades a ell, incloent 50 concerts per a viola i altres obres: A. Schnittke – "Concert", "Monòleg"; S. Gubaidullina – "Concert", E. Denisov -"Concert", D. Tavener – "El portador del mite"; M. Pletnev – "Concert", A. Golovin – "Sonata-breve". A. Raskatov – "Sonata"; V. Sharafyan - Concert de viola "Surgite Gloriae" amb duduk, descant, baríton i orquestra, G. Kancheli - "Litúrgia" i "Styx"; A. Txaikovski – dos "Concerts"; Barkauskas – "Concert", A. Eshpay – "Concert"; P. Ruders – "Concert". A. Schnittke – "Concert per a tres" (dedicat a Mstislav Rostropovich, Yuri Bashmet, Gidon Kremer) i molts altres. Yuri Bashmet ha transcrit el "Trío de cordes" d'A. Schnittke per a orquestra de corda; aquesta obra va ser publicada per "Sikorsky" (Viena) amb el nom de "Trio – Sonata". Les obres particulars per les quals és conegut Bashmet inclouen la Chaconne de J.S. Bach, Sonata per a Arpeggio de F. Schubert, Sinfonia Concertante per a violí i viola de Mozart, Sonata per a viola de D. Xostakovitx i el Concert per a viola i orquestra d'A. Schnittke.
Yuri Bashmet ha participat en molts festivals d'arreu del món: Tanglewood (EUA), Tours, Bordeus, Biarritz, Menton (França), Brussel·les, Kainuu, Mikkeli (Finlàndia), Kroyt (Alemanya), Siena, Sorrento, Camerino, Streza ( Itàlia), i "March Music Lias" (Ruse, Bulgària). És director artístic i un dels organitzadors dels festivals de Rolandseck (Alemanya) i Illa d'Elba (Itàlia). És un participant habitual dels Concerts Promenade al Royal Albert Hall (Londres, Regne Unit). La màxima valoració del talent de Baixmet va ser el seu nomenament al càrrec de director d'art del festival de música "les nits de desembre" de Moscou, càrrec que va ocupar durant 17 anys Sviatoslav Richter.
Des de l'any 2006, Yuri Bashmet juntament amb el famós pianista bielorús Rostislav Krimer ha celebrat el Festival Internacional de Música Iuri Baixmet a Minsk (Bielorússia), que s'ha convertit en un dels esdeveniments més destacats de la Comunitat d'Estats Independents.
Yuri Bashmet és fundador i president del jurat del Concurs Internacional de Violistes de Moscou, l'únic esdeveniment d'aquest tipus a Rússia. És president del Concurs Internacional de Viola Lionel Tertis a Gran Bretanya, membre del jurat dels concursos de violistes de Munic i "Maurice Vie" de París.
Empreses de cinema i televisió de diferents països (Gran Bretanya, França, Rússia) han rodat diverses pel·lícules sobre el seu art. Diverses vegades els seus CD van guanyar prestigiosos premis europeus, entre ells el "Diapason d'Or" i el "Choc".
Yuri Bashmet ha participat en moltes accions benèfiques de gran envergadura d'importància internacional, al Carnegie Hall (amb Elton John i Stevie Wonder), a Londres (en memòria de la princesa Diana); en els concerts, els ingressos dels quals es van transferir als fons destinats a ajudar les víctimes dels desastres naturals a Armènia, Japó, i als fons d'ajuda a nens discapacitats.
L'International Charity Fund, creat per Yuri Bashmet, ha establert el Premi Internacional Dmitri Xostakóvitx pels èxits destacats en el camp de l'art internacional. Aquest premi es va concedir a Gidon Kremer, Thomas Quasthoff, Víktor Tretiakov, Valery Gergiev, Anne-Sophie Mutter, Olga Borodina, Irina Antonova, Natalia Gutman i Ievgueni Kissin.
El març de 2014 va signar una carta en suport a la posició del president de Rússia Vladímir Putin sobre la intervenció militar de Rússia a Ucraïna.
Segons una declaració de l'Acadèmia Nacional de Música de Lviv (LNMA) el 12 de març de 2014, Yuri Bashmet ha estat destituït del seu títol de professor honorari a l'LNMA en resposta a la seva signatura d'una carta oberta en suport a la intervenció militar de Rússia a Crimea, Ucraïna, el país on va créixer.

## Com a pedagog
Des de 1978, Yuri Bashmet ha ensenyat als estudiants del conservatori de Moscou. El 1988 va assolir la posició de docent i el 1996 va ser professor. Des de 1980, Bashmet ha realitzat classes magistrals al Japó, Europa, EUA i Hong Kong. Imparteix cursos d’estiu a l’Accademia Chigiana (Siena, Itàlia) i a l’Acadèmia de les Tours (França). Els seus estudiants han guanyat molts dels concursos internacionals i ara actuen en orquestres a tot el món. El 1996, va crear i dirigir la "Càtedra Experimental de Viola", on, a més de les obres del repertori de viola en solitari, el currículum inclou estudis ampliats de les parts de viola de la cambra, la música operativa i simfònica, així com l'estudi avançat de la Els estils de rendiment del passat i del present. Yuri Bashmet lidera projectes nacionals d’educació, com a presentador i director d’art dels programes de televisió The Station of Dream and Music in the Museus of the World.

## Solistes de Moscou
El 1986, Yuri Bashmet va fundar l'orquestra de cambra Solistes de Moscou. L'any 1991, quan l'orquestra estava de gira per França, Bashmet, com a director d'art, va signar un contracte temporal amb l'administració de la ciutat de Montpeller. Després els músics de l'orquestra van decidir quedar-se a França, una decisió insostenible per al mateix Bashmet, que es va comprometre contractualment a tornar a Rússia. En conseqüència, va renunciar al seu càrrec amb l'orquestra, mentre convidava els músics a tornar amb ell a Rússia. Poc després l'orquestra es va dissoldre i els seus membres es van unir a altres formacions a l'estranger.
Baixmet va restablir els Solistes de Moscou, després de tornar a Moscou, amb nous músics. L'any 2000, Baixmet va dirigir la primera interpretació moderna de la Simfonia per a cordes de Gueorgui Svirídov.

## Honors i premis
Quan era estudiant, Baixmet va rebre el Segon Premi al Concurs Internacional de Violistes de Budapest (1975) i el Gran Premi al Concurs Internacional de Música ARD de Munic (1976), aconseguint el reconeixement mundial.
El seu art ha guanyat reconeixement en diversos premis i regals a Rússia ia l'estranger. Ha rebut els alts títols d'Artista Honorífic de la RSFSR (1983), Artista Honorari de l'URSS (1991), Premi Estatal de l'URSS (1986), Premis Estatals de la Federació Russa (1994 i 1996), Premi Аward-1993 "Millor intèrpret d'instruments musicals de l'any" (títol comparable a l'"Oscar" al cinema). Yuri Bashmet és un acadèmic honorari de l'Acadèmia de les Arts de Londres.
El 1995, va ser guardonat amb un dels premis més prestigiosos del món, del "Sonnings Musikfond" de Copenhaguen. Els destinataris anteriors inclouen Igor Stravinsky, Leonard Bernstein, Benjamin Britten, Yehudi Menuhin, Isaac Stern, Arthur Rubinstein, Dmitri Xostakovitx, Mstislav Rostropovich, Sviatoslav Richter i Gidon Kremer.
L'any 1999, per l'Acta del ministre de Cultura de la República de França, a Yuri Bashmet se li va concedir el rang d'Oficial d'Arts i Literatura. Al mateix temps, el primer ministre de Lituània va marcar el seu impacte inestimable en l'art concedint a Baixmet el màxim honor de la República de Lituània. L'any 2000 el president d'Itàlia li va concedir un honor "Per contribució a la Pàtria", i el 2002, el president de la Federació Russa, Vladímir Putin, li va lliurar l'honor "Per la contribució a la Pàtria", 3r grau. El 2003, Yuri Bashmet va rebre el rang de Comandant de la Legió d'Honor francesa.
L'any 2000, la Societat Biogràfica Russa va concedir a Yuri Bashmet el títol honorífic "L'home de l'any", l'any 2001 - "Zelote de la Il·lustració". El 2003, Baixmet es va convertir en el guardonat de la Guerra Nacional "Olympus".
- Artista Honorat de la RSFSR (1983)
- Premi Estatal de l'URSS (1986)
- Artista del Poble de l'URSS (arts escèniques) (1991)
- Premi Estatal de la Federació Russa (1993, 1995, 2000)
- Premi musical Léonie Sonning (1995; Dinamarca)
- Oficial de l'Ordre del Gran Duc de Lituània Gediminas (Lituània, 18 de juny de 1999)
- Orde de les Arts i les Lletres (2000, France)
- Orde al Mèrit de la República Italiana (Italy 2000)
- Ordre del Mèrit de la Pàtria, 3a classe (15 d'abril de 2002) - per una contribució excepcional al desenvolupament de l'art nacional
- Oficial de la Legió d'Honor (2003, France)
- Ordre del Mèrit (Ucraïna), 3a classe (19 d'abril de 2004): una contribució personal significativa al desenvolupament dels llaços culturals entre Ucraïna i la Federació Russa, molts anys d'activitat creativa fructífera
- Professor honorari de la Universitat Estatal de Moscou (2004)
- Ciutadà honorari de la Rousse, Bulgaria (2005)
- Ordre d'Honor (6 de febrer de 2008) - per una contribució excepcional al desenvolupament de la música nacional i molts anys d'activitat creativa
- Premi Grammy (febrer de 2008; EUA) – amb l'orquestra "Soloists of Moscow" - per l'execució d'obres de Stravinski i Prokofiev en la categoria "Millor interpretació de petits conjunts"
- Membre honorari de la Royal Academy of Music de Londres.[6]
- Orde de Francisc Skorina (Bielorússia)